# A Summer Resort Idyll
A Summer Resort Idyll (o A Summer Idyll) è un cortometraggio muto del 1914 regia di Charles M. Seay.

## Produzione
Il film fu prodotto dalla Edison Company.

## Distribuzione
Distribuito dalla General Film Company, il film - un cortometraggio in una bobina - uscì nelle sale cinematografiche degli Stati Uniti il 16 settembre 1914.